# Spominski znak Poganci
Bojni spominski znak Poganci je spominski znak Slovenske vojske, ki je podeljen za zasluge pri spopadu pri Pogancih med slovensko osamosvojitveno vojno.

## Opis
Znak ima obliko poznogotskega ščita in je temnozelene barve. V zgornjem delu je napis POGANCI, v srednjem delu je pozlačena avtomatska puška, v spodnjem delu pa je v dveh vrsticah zapisan datum 27. VI. 1991. Znak ima na hrbtni strani priponko. V letih 1992, 2005, 2010, 2011 in 2012 so znak podelili 130 posameznikom.

Material: pozlačen baker, debeline 2 mm
Velikost: 35 × 30 mm
Masa: 15 g

## Nosilci
- seznam nosilcev spominskega znaka Poganci